# ヤンガンTV
ヤンガンTV（ヤンガンティービー）は、つくばテレビが制作、エンタ!371・PigooHDで放送されたバラエティ番組である。

## 概要
タレントの杉ありさが、スクウェア・エニックスの青年漫画雑誌『ヤングガンガン』との雑誌Webとの連動企画で送る。
雑誌自体が毎月第1・第3金曜日の月2回刊体制で発売している事もあり、番組も毎月第1・第3金曜日の月2回放送となっている。
メインゲストは放送日に発売されたヤングガンガンのグラビアに登場したタレントだが、巻頭よりも中ページに掲載されたタレントが多い。

## コーナー
ゲストトーク
本日のメインゲストとのトーク。
ひみつのありさちゃん
メインゲストの関係者から秘密にされた情報を暴露されるコーナー。
ヤンガンニュース
ヤンガンコミックの新刊紹介のコーナーだが、兄弟誌の「月刊少年ガンガン」等のコミック雑誌やスクウェア・エニックスのゲームソフトの紹介は行われない。
アニトーク
ヤングガンガンに連載されている作品のアニメ化に際し、出演声優のトークが行われている。
- 荒川アンダー ザ ブリッジ[1]
- はなまる幼稚園
- セキレイ[2]
- WORKING!!

杉クリニック
メインゲストが不得意な部分を克服させる為にお互いでゲームで勝負するコーナー。クリニックと表記しているがゲストが何らかの病気に罹っている訳ではない。杉も女医のコスプレをしており、敗者には罰ゲームが待ち構えている。

## 放送日
| 回 | 放送日 （初回） | ゲスト | アニトークのゲスト           |
| -- | --------------- | --- | ---------------------------- |
| 1  | 2010年 4月2日   | 足立梨花 横山ルリカ・大川藍（アイドリング!!!）                                                                             | 阿澄佳奈                     |
| 2  | 2010年 4月16日  | 大川藍（アイドリング!!!）                                                                                                  | 藤原啓治                     |
| 3  | 2010年 5月7日   | 清水ゆう子 | 阿澄佳奈                     |
| 4  | 2010年 5月21日  | 大谷澪 | 三瓶由布子 新谷良子          |
| 5  | 2010年 6月4日   | 小池里奈 | 阿澄佳奈                     |
| 6  | 2010年 6月18日  | 小池唯 | 真堂圭 日野聡                |
| 7  | 2010年 7月2日   | 中島愛里 | なし                         |
| 8  | 2010年 7月16日  | 西田麻衣 | 早見沙織 井上麻里奈          |
| 9  | 2010年 8月6日   | 吉木りさ | 早見沙織 遠藤綾              |
| 10 | 2010年 8月20日  | 遠藤舞・フォンチー・横山ルリカ・森田涼花・朝日奈央・橘ゆりか・大川藍 伊藤由奈・野元愛・後藤郁・尾島知佳（アイドリング!!!） | 早見沙織                     |
| 11 | 2010年 9月3日   | 尾島知佳（アイドリング!!!）                                                                                                | 早見沙織 花澤香菜            |
| 12 | 2010年 9月17日  | 遠藤舞・菊地亜美・後藤郁（アイドリング!!!）                                                                                | 早見沙織 花澤香菜            |
| 13 | 2010年 10月1日  | 村長 | なし                         |
| 14 | 2010年 10月17日 | 大川藍（アイドリング!!!）                                                                                                  | なし                         |
| 15 | 2010年 11月5日  | 米村美咲 | 藤原啓治 小林ゆう 小見川千明 |
| 16 | 2010年 11月19日 | 杉ありさ | 藤原啓治 小林ゆう 小早川千明 |
| 17 | 2010年 12月3日  | 9nine | 藤原啓治 小林ゆう 小早川千明 |
| 18 | 2010年 12月17日 | 総集編の為になし | なし                         |
| 19 | 2011年 1月7日   | 総集編の為になし | なし                         |
| 20 | 2011年 1月21日  | 内田理央 | なし                         |
| 21 | 2011年 2月4日   | ヤンガンTVガールズ | なし                         |
| 22 | 2011年 2月18日  | 折山みゆ | なし                         |
| 23 | 2011年 3月4日   | 小島瑠璃子 | なし                         |
| 24 | 2011年 3月18日  | ヤンガンTVガールズ | なし                         |